# Дмитровская (платформа, Рижское направление МЖД)
Дми́тровская — остановочный пункт Рижского направления Московской железной дороги в Москве. Также является остановочным пунктом линии МЦД-2 Московских центральных диаметров.
В сторону центра пригородные поезда идут через Марьину рощу или на Рижский вокзал, или в сторону Курского вокзала через Алексеевскую соединительную линию и далее на Курское направление.
Расположена на высокой насыпи параллельно Дмитровскому проезду и 2-й Хуторской улице. Выход с восточной стороны к Дмитровскому шоссе, Бутырской улице и станции метро «Дмитровская», с западной стороны — к улице Костякова (только с платформы в сторону Москвы).
Время движения от Рижского вокзала — 7 минут.
Состоит из двух боковых платформ, перехода между ними нет (перейти можно под мостами к востоку и западу от платформ). Платформы оборудованы турникетами.

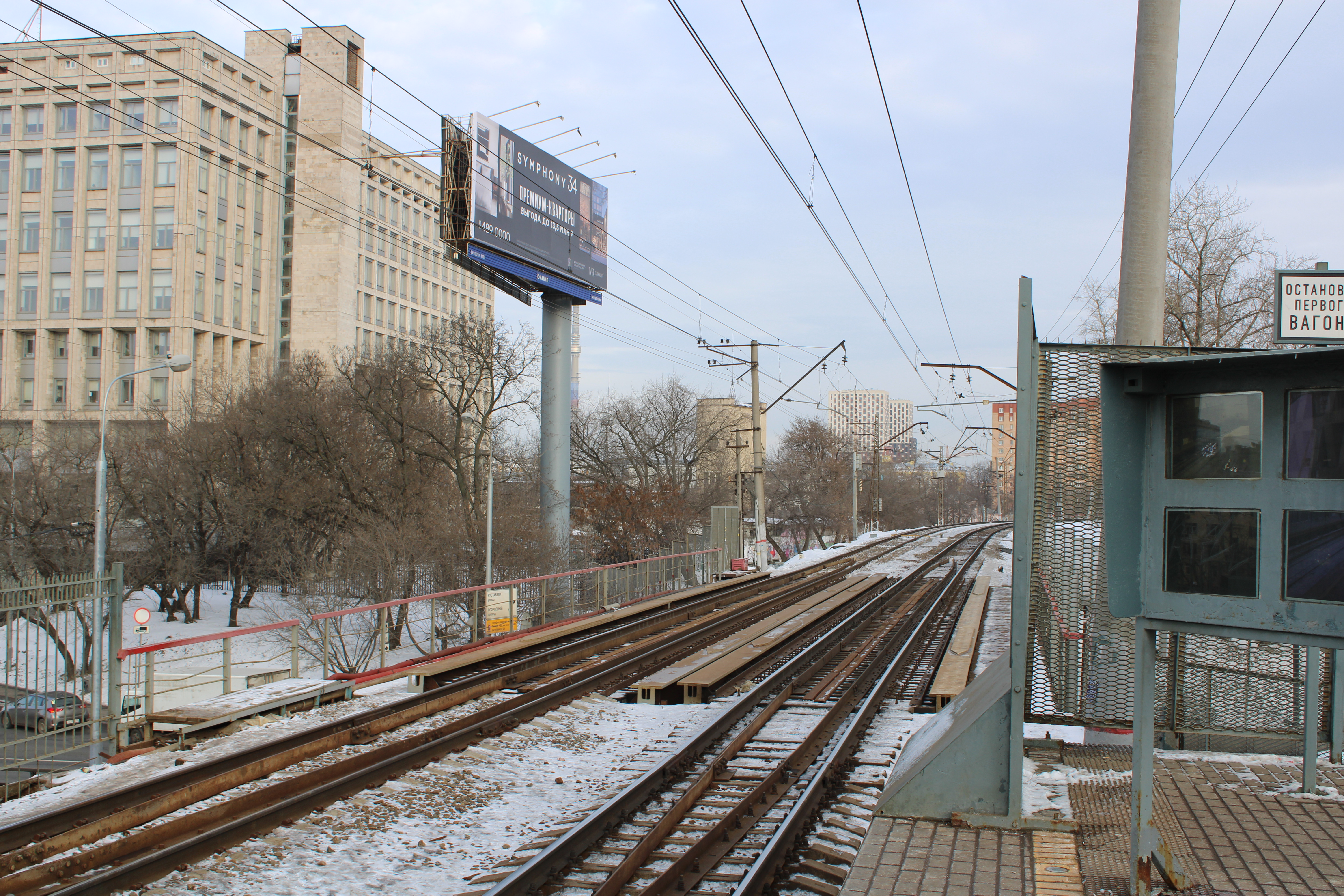
Путепровод над Дмитровским шоссе
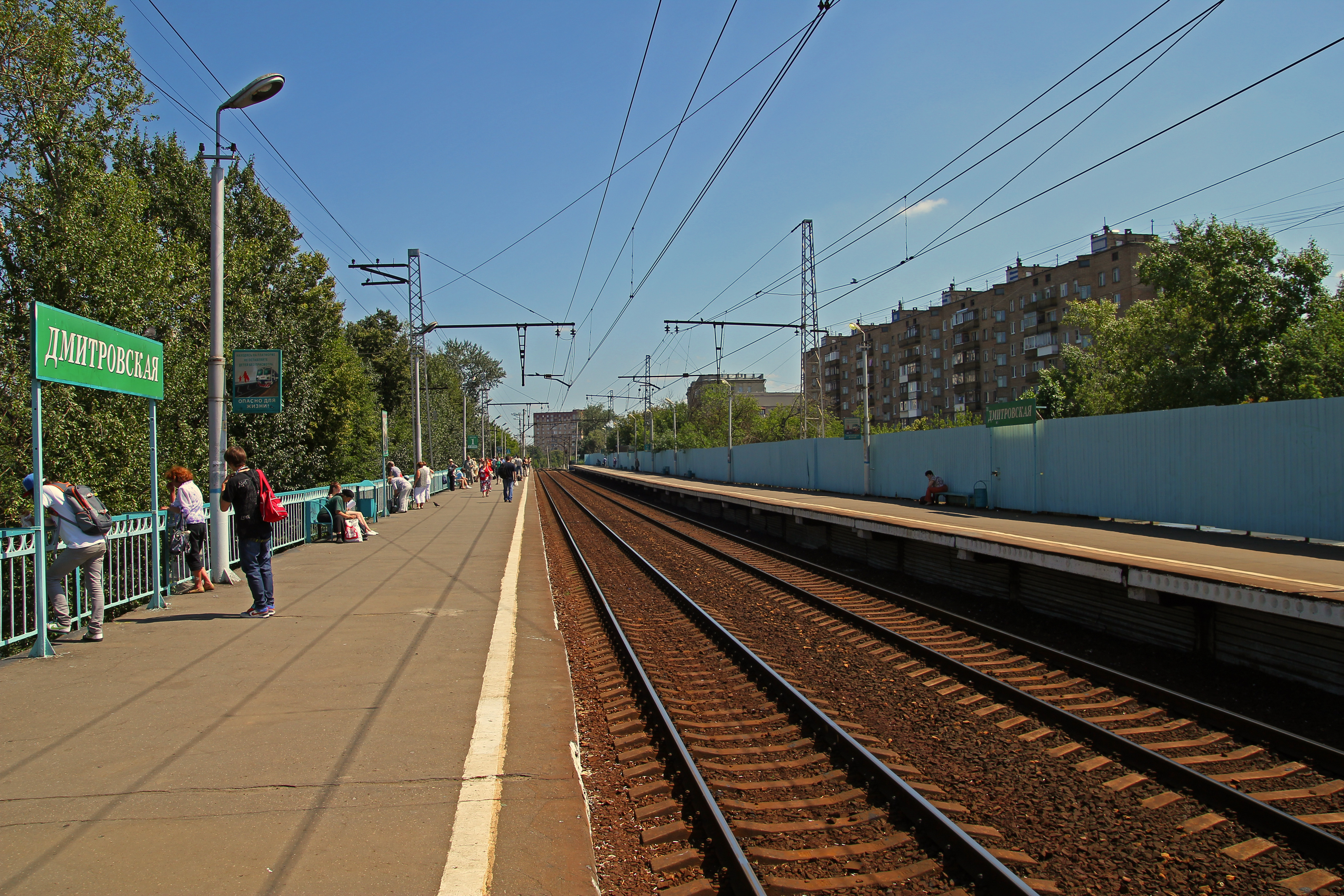
Платформа в 2007 году

## Перспективы
Для обеспечения пересадки на будущую Дмитровскую МЦД-1 планируется перенести остановочный пункт на противоположную сторону Бутырской улицы, ближе к путепроводу над Савёловским направлением.Также предполагается постройка крытой пересадки на станцию метро Дмитровская Серпуховско-Тимирязевской линии.

## Наземный общественный транспорт
На этой станции можно пересесть на следующие маршруты городского пассажирского транспорта:
- Автобусы: м40, 427, 447, с543, т29, т78, н10
- Трамваи: 27, 29